# Veauche
Veauche este o comună în departamentul Loire din sud-estul Franței. În 2009 avea o populație de 8.450 de locuitori.

## Evoluția populației
| An        | 1975  | 1982  | 1990  | 1999  | 2006  | 2009  |
| --------- | ----- | ----- | ----- | ----- | ----- | ----- |
| Populație | 4.027 | 5.706 | 7.282 | 8.061 | 8.276 | 8.450 |